# Рамон Унамуно
Рамон Ісаяс Унамуно Альварес (ісп. Ramón Isaías Unamuno Álvarez; нар. 4 лютого 1907, Гуаякіль — 7 липня 1973, Гуаякіль) — еквадорський футболіст, який грав на позиції нападника. Більш відомий як футбольний тренер, який тренував збірну Еквадору, та відомі еквадорські клуби «Барселона» (Гуаякіль) і «Емелек».

## Біографія
Рамон Унамуно розпочав виступи на футбольних полях у 1922 році, та грав у низці еквадорських клубів, зокрема «10 де Агосто», «Нортеамеріка», «Спортінг Паккард», «Хенераль Кордова», «Панама Спортінг Клуб». Ще граючи на полі, Унамуно отримав пропозицію очолити збірну Еквадору як граючий тренер на дебютному для неї чемпіонаті Південної Америки 1939 року. На турнірі, де команда посіла останнє 5-те місце, Унамуно також зіграв 1 матч у полі. У 1947 році він знову отримав пропозицію очолити національну збірну на чемпіонаті Південної Америки 1947 року. Крім цього, Унамуно очолював клуби з Гуаякіля «Емелек» та «Барселона»), які приводив до перемог у чемпіонаті країни. Помер Рамон Унамуно 7 липня 1973 року. На його честь названий стадіон у його рідному місті Гуаякіль.